# 霹靂男兒
《霹靂男兒》（英語：Days of Thunder）是一部1990年剧情片，由汤姆·克鲁斯、尼可·基嫚共同主演，叙述美國NASCAR賽車場上激烈競賽的故事。兩位演員因本電影結婚，並在雙方於2001年離婚前共演《遠離家園》與《大開眼戒》等兩部電影。